# 攻略うぉんてっど!〜異世界救います!?〜
『攻略うぉんてっど!〜異世界救います!?〜』（こうりゃくうぉんてっど いせかいすくいます、中国語: 暂停!让我查攻略）は、中国のbilibiliが製作し、2022年5月に配信を開始したアニメーション作品。

## 概要
「コンピュータゲーム内の世界」という設定を踏まえ、殆どの部分はアニメ風の3DCG（トゥーンレンダリング）で制作された。また、ゲームに関するネタも盛り込んでいる。
日本版はKADOKAWAに制作され、2023年10月放送・配信を開始。中国版が2話以降、各話の長さが日本におけるテレビアニメの通常放送時間（約24分）を満たしていないため、日本版独自の内容として、本編後に流れるサブストーリー「攻略びより!」が追加された。但し、中国版は4K解像度（2160p）で配信されるが、日本版はBS日テレ4Kで放送される際も、ハイビジョン（1080p）から4Kに変換したものを使用。

## あらすじ
ブラック企業で勤務する女性会社員イノーは、30歳の誕生日に高層マンションのベランダから転落し、あるゲームの異世界へ転生した。イノーはこの世界で、過去の教え子であるエンヤァと再会した。2人は現世へ戻るために、異世界を救い、ゲームをクリアする旅を始めた。

## 登場人物
声優は日本版のもの。
イノー（劉依諾、リュ・イノー）
声 - 日笠陽子
元は唯一の楽しみがオンラインゲームの女性社員で30歳の誕生日に不幸な事故でマンションから落ちてしまい、ユガーに間違いでこの世界に連れて来られる。家族構成は両親と妹と弟。ゲーマーとしては一流だがやることが強引でエンヤァに「人の心がわからない」や「年いっているだけのキャリウーマンに見えるけど中身は物凄い悪魔なの」などと言われたことがある。この世界での容姿はエンヤァと同じ十代半の少女の姿である。
エンヤァ（田恩雅、テン・エンヤァ）
声 - 加隈亜衣
現実ではイノーの教え子だった。お嬢様故に両親に甘やかされて育ったがイノーの厳しさに逆らえず、彼女を恐れている。幼い頃はロボット工学に夢中だったのでロボット作りが趣味である。
ウィルフ
声 - 瀬戸麻沙美

ライライイン
声 - 豊崎愛生
ウィルフの姉。
バロル
声 - 早見沙織

ナグ
声 - 青山吉能

ガラティン
声 - 羊宮妃那

チェリー
声 - 久野美咲
鍛冶屋。普段は情報提供をしてくれるが多額で請求してくる。
ブドウ
声 - 徳井青空
チェリーの元相棒。
ユガー
声 - 井口裕香
この世界の女神だがイノーとエンヤァを間違えるなどポンコツ過ぎる部分がある。副業もしている。
ジンジン
声 - 石見舞菜香
雑貨屋の店主。偶然、騎士達を華麗に倒すイノーの姿を見て一目惚れをする
アヴァ
声 - 小澤亜李

マトリックス7
声 - 安済知佳

## スタッフ
- 企画 - 李旎（中国語版）
- エグゼクティブプロデューサー - 張聖晏、李豪凌、徐蓓、駱艶艶
- チーフプロデューサー - 康君、王蓉
- プロデューサー - 王舒恬
- キャラクター原案 - 米宝（小z）[注 2]、阿墨、燕子、好多虫、金博偉[2]
- 色彩設計 - のぼりはるこ（株式会社緋和）
- 音楽制作 - 秉音創声（北京音創紀文化伝媒有限公司）
- 作曲 - 楊秉音
- 音響制作 - 上海音熊聯萌文化伝媒有限公司
- 音響監督 - 薛晨
- 絵コンテ - 劉思文、広州品界文化伝播有限公司（陳紹宇、劉重麟）
- 演出[注 3] - 李林柯
- 演出補[注 4]・キャラクターモデル監督 - 荘易
- 監督・シリーズ構成・脚本 - 劉思文[2]
- アニメーション制作（2Dパート） - 重慶鉛元素文化伝播有限公司
- アニメーション制作 - 元気蛙動画[2]
- 制作プロデューサー - 熊自華
- 製作 - bilibili

日本版
- 演出・字幕監修 - 司馬明徳
- 翻訳 - 片山寛子
- 録音スタジオ - スタジオシエラ
- 音響制作 - グロービジョン
- プロデューサー - 河本紗知
- 制作 - KADOKAWA[2]

## 主題歌
日本版オープニングテーマ「First Greeting」（KADOKAWA）
作詞・作曲・編曲 - YASUHIRO（康寛） / 歌 - 花たん
日本版エンディングテーマ「レゾナンス・レゾナンス」（KADOKAWA）
作詞・作曲・編曲 - アオワイファイ / 歌 - イノー（CV：日笠陽子）、エンヤァ（CV：加隈亜衣）

## 放送局
| 放送期間                 | 放送時間                     | 放送局     | 対象地域 | 備考                                                   |
| ------------------------ | ---------------------------- | ---------- | -------- | ------------------------------------------------------ |
| 2023年10月6日 - 12月22日 | 金曜 23:00 - 23:30           | TOKYO MX   | 東京都   | [ 17 ]                                                 |
| 2023年10月7日 - 12月23日 | 土曜 0:30 - 1:00（金曜深夜） | サンテレビ | 兵庫県   | [ 18 ]                                                 |
| 2023年10月7日 - 12月23日 | 土曜 22:00 - 22:30           | BS日テレ   | 日本全域 | BS/BS4K放送 4K放送はハイビジョンより変換したものを使用 |
| 2023年10月8日 - 12月24日 | 日曜 23:30 - 24:00           | KBS京都    | 京都府   | [ 20 ]                                                 |

## Blu-ray・DVD
発売・販売元はKADOKAWA。
- 第1巻（Blu-ray品番：ZMXZ-17191、DVD品番：ZMBZ-17201）：1 - 4話収録、2024年2月28日発売[22]
- 第2巻（Blu-ray品番：ZMXZ-17192、DVD品番：ZMBZ-17202）：5 - 8話収録、2024年3月27日発売[23]
- 第3巻（Blu-ray品番：ZMXZ-17193、DVD品番：ZMBZ-17203）：9 - 12話収録、2024年4月24日発売[24]

## 受賞
本作品は中国の国家ラジオテレビ総局に、2022年第2四半期の優秀ネットワーク視聴作品として認定された。